# Enlisted
Enlisted — массовая многопользовательская онлайн-игра-шутер от первого лица, реконструирующая сражения Второй мировой войны, разработанная Darkflow Software и опубликованная Gaijin Entertainment.

## Игровой процесс
Enlisted — отрядный онлайн-шутер от первого лица, в котором пехота, наземная техника и самолёты сражаются вместе на одной карте. Игроки управляют отрядом из 3-9 солдат разных классов, оснащённых таким оружием, как винтовки, автоматы, пулемёты, снайперские винтовки, миномёты, противотанковое оружие и огнемёты; в качестве альтернативы они могут управлять экипажем танка или пилотом самолёта. Игроки управляют одним из солдат в своём отряде и могут отдавать приказы другим солдатам AI в своём отряде.
В Enlisted игроки сражаются на больших картах, основанных на крупных сражениях Второй мировой войны на Восточном и Западном фронтах. В зависимости от выбранной нации игроки могут играть за Красную Армию, Вермахт, армию США, и армию Японии. На старте в игре представлены Битва за Москву, Ржевская битва, Нормандская операция, Тунисская кампания, Штурм Берлина, Битва за Сталинград, Тихоокеанская кампания и Бирманская кампания.

### Режимы игры
- Захват — обе команды сражаются за контроль над тремя или пятью точками на карте. Каждая команда представлена цветной полосой, которая истощается, пока у вражеской команды есть две или более точки под контролем. Матч заканчивается, когда шкала одной команды полностью иссякает.
- Вторжение — одна команда пытается атаковать и контролировать серию из пяти контрольных точек на большой карте, а другая пытается защитить каждую точку. Каждая точка разыгрывается по одному; если защитники теряют точку, они должны отступить к следующей точке. Атакующие силы ограничены до 1000 подкреплений. Матч заканчивается, когда либо у атакующих заканчиваются подкрепления, либо когда защитники теряют все свои контрольные точки.
- Штурм — аналогично вторжению, одна команда должна защищать серию локаций от другой команды, однако, в отличие от вторжения, одна или две точки должны быть захвачены одновременно, чтобы перейти к следующей зоне, и точки действуют как при захвате, где любая команда может захватить их.
- Уничтожение — в этом режиме команде атакующих предстоит минировать отдельные объекты и прикрывать заложенную взрывчатку до истечения таймера. Взрыв уничтожит объект и откроет путь к следующей цели. Обороняющиеся смогут помешать разрушительному делу, уничтожая атакующих, а также получат время на разминирование объекта с момента запуска таймера. Если разминирование окажется удачным, то атакующим придётся повторить атаку.
- Сопровождение бронепоезда — одна команда должна сопроводить бронепоезд через 2 станции, другая команда в свою очередь должна остановить его и не дать ему прорваться вперёд. По мере продвижения поезда смещаются в зоны возрождения, так что после гибели игрок быстро может вернуться в сражение. Даже если он отстал от поезда, догнать движущийся состав будет легко — можно воспользоваться доступным транспортом. Первый бронепоезд в Enlisted прорывается через Зееловские высоты. На данный момент[какой?] режим сопровождение бронепоезда убран из списка карт.[источник?]
- Противостояние — в нём обе команды атакуют и борются за контроль над последовательностью контрольных точек. Захват каждой точки смещает линию фронта в сторону противника. Вы можете победить, последовательно захватывая точки и выдавив врага с поля боя, или заставить противника израсходовать все очки подкрепления.

## Разработка и выпуск
Gaijin Entertainment совместно с Darkflow Software анонсировали Enlisted в декабре 2016 года, игра разрабатывается на движке Dagor Engine. За несколько дней до анонса, издатель выложил тезер-ролик с кадрами военных сражений ВОВ. Спустя 4 года, разработчики в марте 2020 года открыли первый тестовый доступ к игре всем желающим на определённый срок.
Перед выходом консоли Xbox Series X/S разработчики объявили что игра войдет в стартовую линейку консоли и будет временным её эксклюзивом. 10 ноября 2020 года игры вышла в стадию закрытого бета-теста для PC и Xbox Series X/S. Для тестирования игрокам была доступна кампания «Битва за Москву». В марте 2021 года игра стала доступна для закрытого тестирования на консоли PlayStation 5. В это же время стало известно что игра будет распространяться по условно-бесплатно модели, а для всех игроков-тестеров стала доступна новая кампания для тестирования «Вторжения в Нормандию».